# موسومین، ساسکاچوان
موسومین، ساسکاچوان (به انگلیسی: Moosomin, Saskatchewan) یک منطقهٔ مسکونی در کانادا است که در ساسکاچوان واقع شده‌است. موسومین ۷٫۵۹ کیلومتر مربع مساحت و ۲٬۴۸۵ نفر جمعیت دارد.